# Luca Attanasio
Luca Attanasio (Saronno, Itàlia, 23 de maig de 1977 - Goma, RDC, 22 de febrer de 2021) va ser un diplomàtic italià, ambaixador a la República Democràtica del Congo des del 2017 fins al seu assassinat el febrer de 2021.

## Biografia

### Infància i formació
Luca Attanasio va néixer el 23 de maig de 1977 a Saronno. Va créixer a Limbiate.
Es va graduar amb distinció a la Universitat Bocconi de Milà el 2001.

### Carrera
Va començar la seva carrera diplomàtica el 2003, a Farnesina, com a Director d'Afers Econòmics, Oficina de Suport a les Empreses, i després a la Secretaria de la Direcció General d'Àfrica. Un any més tard, es va convertir en vicesecretari general del subsecretari d'Estat per a Àfrica i Cooperació Internacional al Ministeri d'Afers Exteriors italià. Attanasio va començar la seva carrera diplomàtica fora d'Itàlia el 2006, a l'Oficina Econòmica i Comercial de l'Ambaixada d'Itàlia a Berna (2006-2010) i al Consolat General de Casablanca, Marroc (2010-2013). El 2013 va tornar a La Farnesina, on va ser nomenat conseller delegat de la Direcció General de Globalització i Afers Globals. Després va tornar a Àfrica com a primer conseller a l’ambaixada italiana a Abuja, Nigèria, el 2015. Del 5 de setembre de 2017 fins a la seva mort, va ser cap de missió a Kinshasa, a la República Democràtica del Congo. A partir del 31 d’octubre de 2019, es confirma in situ com a ministre plenipotenciari acreditat a la RDC. Attanasio va ser un dels ambaixadors més joves d'Itàlia.

## Vida privada
Luca Attanasio estava casat amb Zakia Seddiki, fundadora i presidenta de l'associació humanitària Mama Sofia des del 2017, que treballa en zones difícils a Kinshasa per a nens i mares joves. Va conèixer a Zakia Seddiki, que és originària de Casablanca al Marroc, mentre era cònsol a aquesta ciutat. Junts van tenir tres filles.

## Assassinat
El 22 de febrer de 2021, un comboi del Programa Mundial de l'Alimentació (PMA) de tres vehicles que transportava un total de set persones de MONUSCO, la missió d'estabilització de les Nacions Unides a la República Democràtica del Congo, en què participava Luca Attanasio, és atacada per individus armats. El comboi viatja per la província de Kivu del Nord fins a un programa d'alimentació escolar del PMA a Rutshuru, una ciutat situada a 70 km al nord de Goma (la capital de la província), en una ruta que hauria portat vehicles fins al Parc Nacional dels Virunga. L'atac es va produir a prop dels municipis de Kibumba i Kanyamahoro. El PMA va dir que l'atac es va produir en una carretera que prèviament havia estat netejada per a combois sense escortes de seguretat.
Attanasio és l'objectiu principal de l'atac i els homes armats intenten eliminar-lo. Els sis atacants maten a Mustapha Milambo, el conductor de l'ONU. Quan les forces de seguretat locals congoleses van arribar al lloc després de l'informe de trets, els homes armats van matar el carabinieri del batalló de Gorizia Vittorio Iacovacci, de 30 ans anys i de Sonnino, i van ferir greument Attanasio; els altres membres del comboi també van resultar ferits. Els atacants fugen. Attanasio està ingressat en estat crític a l'hospital de les Nacions Unides a Goma; hi va morir molt poc després de l'ingrés a causa de ferides de trets a l'abdomen, cosa que va fer que el nombre total de víctimes mortals resultants de l'atac fos tres. Attanasio és el primer ambaixador estranger mort a la RDC des de 1997.

## Distinció
L’octubre de 2020, Luca Attanasio va rebre el premi Nassiriya per la pau 
| « | pel seu compromís amb la pau entre els pobles | » |

 I 
| « | per haver contribuït a la realització d’importants projectes humanitaris, distingint-se pel seu altruisme, la seva dedicació i el seu esperit de servei en suport a les persones en dificultats | » |